# Martin Buchwieser
Martin Buchwieser (* 28. Mai 1989 in Garmisch-Partenkirchen) ist ein ehemaliger deutscher Eishockeyspieler, der im Verlauf seiner aktiven Karriere zwischen 2004 und 2021 unter anderem 485 Spiele für den EHC (Red Bull) München, die Augsburger Panther, Adler Mannheim, Eisbären Berlin und den ERC Ingolstadt in der Deutschen Eishockey Liga (DEL) auf der Position des Stürmers bestritten hat. Mit den Adler Mannheim gewann Buchwieser im Jahr 2015 die Deutsche Meisterschaft.

## Karriere
Buchwieser begann seine Karriere in der Saison 2004/05 im Alter von 15 Jahren beim SC Riessersee in der Deutschen Nachwuchsliga (DNL) und seinen ersten Einsatz in der Oberliga-Mannschaft absolvierte er in der Spielzeit 2005/06. In der Saison 2006/07 wurde der Stürmer vermehrt in der Oberliga eingesetzt, hatte aber auch noch einige Einsätze in der DNL-Mannschaft. In diesem Jahr gelang ihm mit dem SC Riessersee der Aufstieg in die 2. Bundesliga und in der Spielzeit 2007/08 spielte er eine solide erste Zweitliga-Saison.
Im April 2008 wurde bekannt, dass Buchwieser seinen Vertrag beim SC Riessersee nicht verlängert und er in der Saison 2008/09 die Schlittschuhe für den EHC München schnüren wird. Mit dem EHC wurde er im Jahr 2010 Meister der 2. Bundesliga und stieg in die Deutsche Eishockey Liga (DEL) auf. Bereits in seiner ersten DEL-Saison wusste sich Buchwieser in Szene zu setzen und wurde von der Fachzeitschrift Eishockey News zum DEL-Rookie des Jahres gewählt. Er spielte im ersten Angriffsblock des EHC mit dem Center Eric Schneider zusammen, erzielte in 47 Hauptrunden-Spielen 20 Tore, gab weitere 23 Vorlagen bei einer Plus/Minus-Bilanz von +6. Gegenüber der Vorsaison steigerte er sich damit erheblich, da er zuvor 17 Punkte in 45 Spielen erzielt hatte – eine Differenz von 30 Punkten, obwohl es für den Stürmer eine Liga rauf ging.
Auf Einladung der Toronto Maple Leafs aus der National Hockey League (NHL) nahm Buchwieser im Juli 2011 an einer Sichtungswoche teil, kehrte aber anschließend wieder nach München zurück. In der Saison 2012/13 fungierte er im Wechsel mit Felix Petermann als Mannschaftskapitän des EHC München. Zum Spieljahr 2013/14 wechselte Buchwieser zu den Adler Mannheim, mit denen er am Ende der Spielzeit 2014/15 die Deutsche Meisterschaft gewann.
Im Mai 2016 wurde Buchwieser im Tausch für David Wolf von den Hamburg Freezers verpflichtet. Allerdings sollte der Angreifer keine einzige Partie für die Freezers absolvieren, da der Verein keine Lizenz für die DEL-Saison 2016/17 beantragte. Buchwieser wechselt dann im Spätsommer für eine Saison zum ERC Ingolstadt. Im April 2017 wurde der Vertrag für Buchwieser vom ERC Ingolstadt nicht verlängert und er wechselte einen Monat später zu den Eisbären Berlin. Trotz eines bis ursprünglich 2021 laufenden Vertrags, musste der Offensivspieler die Eisbären im Juli 2019 schon vorzeitig verlassen. Er erhielt kurze Zeit danach ein Angebot der Löwen Frankfurt aus der DEL2 und stand bis zum Frühjahr 2021 dort unter Vertrag. Im Anschluss beendete der 32-Jährige seine aktive Karriere.

### International
International kam Buchwieser ab 2005 für die Juniorennationalmannschaften des Deutschen Eishockey-Bundes zum Einsatz. So nahm er an der World U-17 Hockey Challenge 2006 teil und absolvierte mit der deutschen U18-Auswahl die U18-Junioren-Weltmeisterschaft 2007 in Finnland. Weitere internationale Einsätze im Juniorenbereich hatte der Stürmer bei der World Junior A Challenge der Jahre 2007 und 2008.
In der deutsche A-Nationalmannschaft debütierte Buchwieser im Verlauf der Saison 2010/11. In der Folge nahm er in den Jahren 2010, 2012, 2013 und 2014 am Deutschland Cup teil. Seine letzten Länderspiele bestritt er in der Spielzeit 2015/16, ohne dabei für ein großes internationales Turnier nominiert worden zu sein.

## Erfolge und Auszeichnungen
- 2007 Aufstieg in die 2. Bundesliga mit dem SC Riessersee
- 2010 Meister der 2. Bundesliga und Aufstieg in die DEL mit dem EHC München
- 2011 DEL-Rookie des Jahres
- 2015 Deutscher Meister mit den Adler Mannheim
- 2018 Deutscher Vizemeister mit den Eisbären Berlin

## Karrierestatistik

### International
Vertrat Deutschland bei:
- World U-17 Hockey Challenge 2006
- U18-Junioren-Weltmeisterschaft 2007
- World Junior A Challenge 2007
- World Junior A Challenge 2008

(Legende zur Spielerstatistik: Sp oder GP = absolvierte Spiele; T oder G = erzielte Tore; V oder A = erzielte Assists; Pkt oder Pts = erzielte Scorerpunkte; SM oder PIM = erhaltene Strafminuten; +/− = Plus/Minus-Bilanz; PP = erzielte Überzahltore; SH = erzielte Unterzahltore; GW = erzielte Siegtore; 1 Play-downs/Relegation; Kursiv: Statistik nicht vollständig)